# IC 4893
IC 4893 ist eine Balken-Spiralgalaxie vom Hubble-Typ SBc? im Sternbild Pfau am Südsternhimmel. Sie ist schätzungsweise 167 Millionen Lichtjahre von der Milchstraße entfernt und hat einen Durchmesser von etwa 25.000 Lichtjahren.

Das Objekt wurde am 21. September 1900 von DeLisle Stewart entdeckt.